# كارول لين بيرسون
كارول لين بيرسون (بالإنجليزية: Carol Lynn Pearson)‏ هي كاتبة سيناريو أمريكية، ولدت في 27 سبتمبر 1939.